# Oldenburg in Holstein
Oldenburg in Holstein (plattdeutsch Ollenborg in Holsteen, dänisch Oldenborg) ist eine Stadt in Schleswig-Holstein nördlich von Lübeck im Kreis Ostholstein.

## Geografie
Oldenburg liegt zwischen der Hohwachter Bucht im Westen und der Lübecker Bucht im Osten auf der Halbinsel Wagrien, knapp 50 km (Luftlinie) nördlich von Lübeck unmittelbar nördlich des Oldenburger Grabens. Unweit von Oldenburg liegen die Seebäder Weißenhäuser Strand, Heiligenhafen, Grömitz und Neustadt in Holstein.
Zu Oldenburg gehören die Stadtteile Bruch, Dannau, Johannisdorf, Kleinwessek, Kröß und Lübbersdorf. Nördlich des Ortsteils Dannau und der Kernstadt Oldenburg liegt der Truppenübungsplatz Putlos der Bundeswehr mit der Wagrien-Kaserne.

## Geschichte

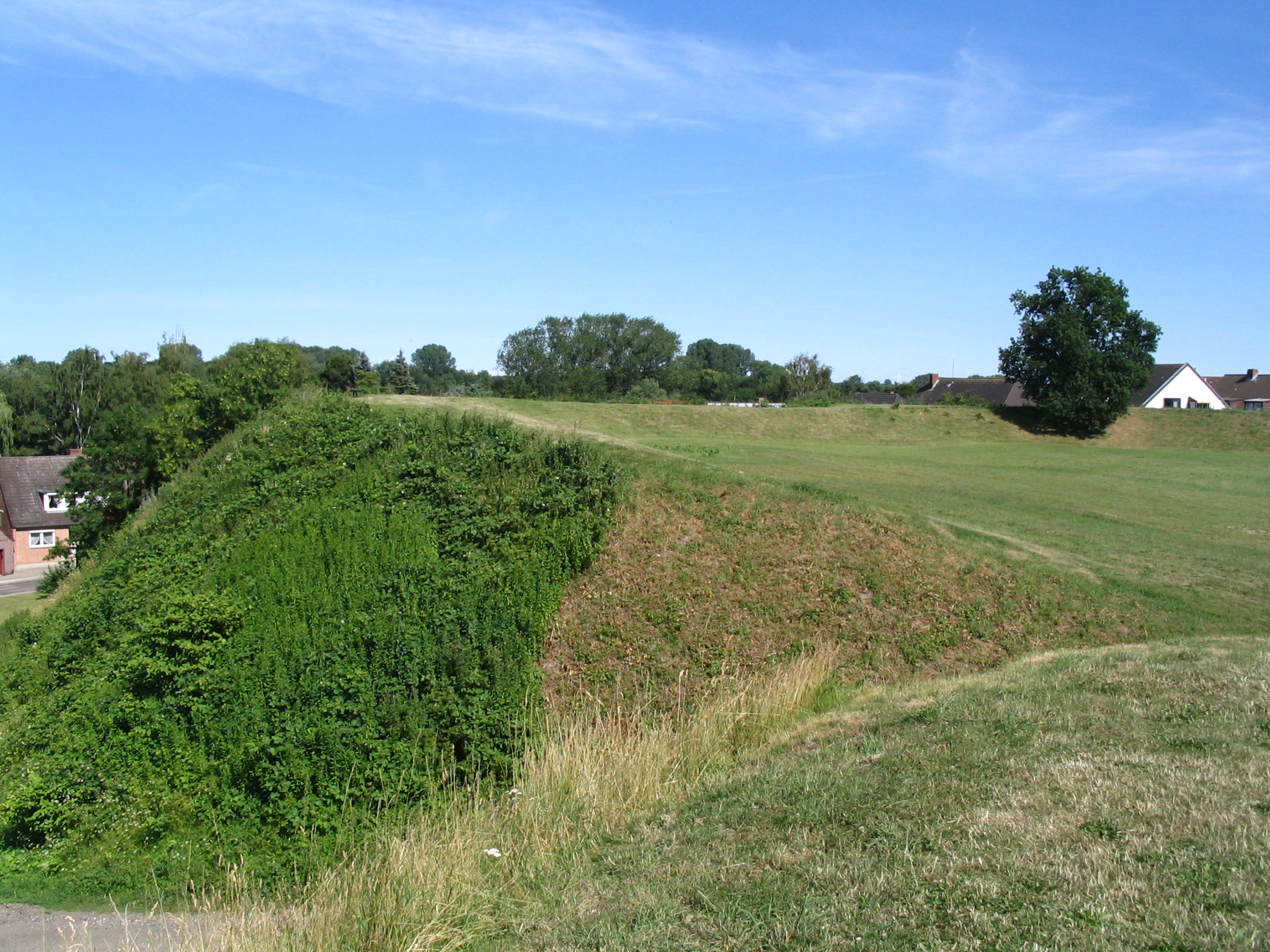
Oldenburger Wall

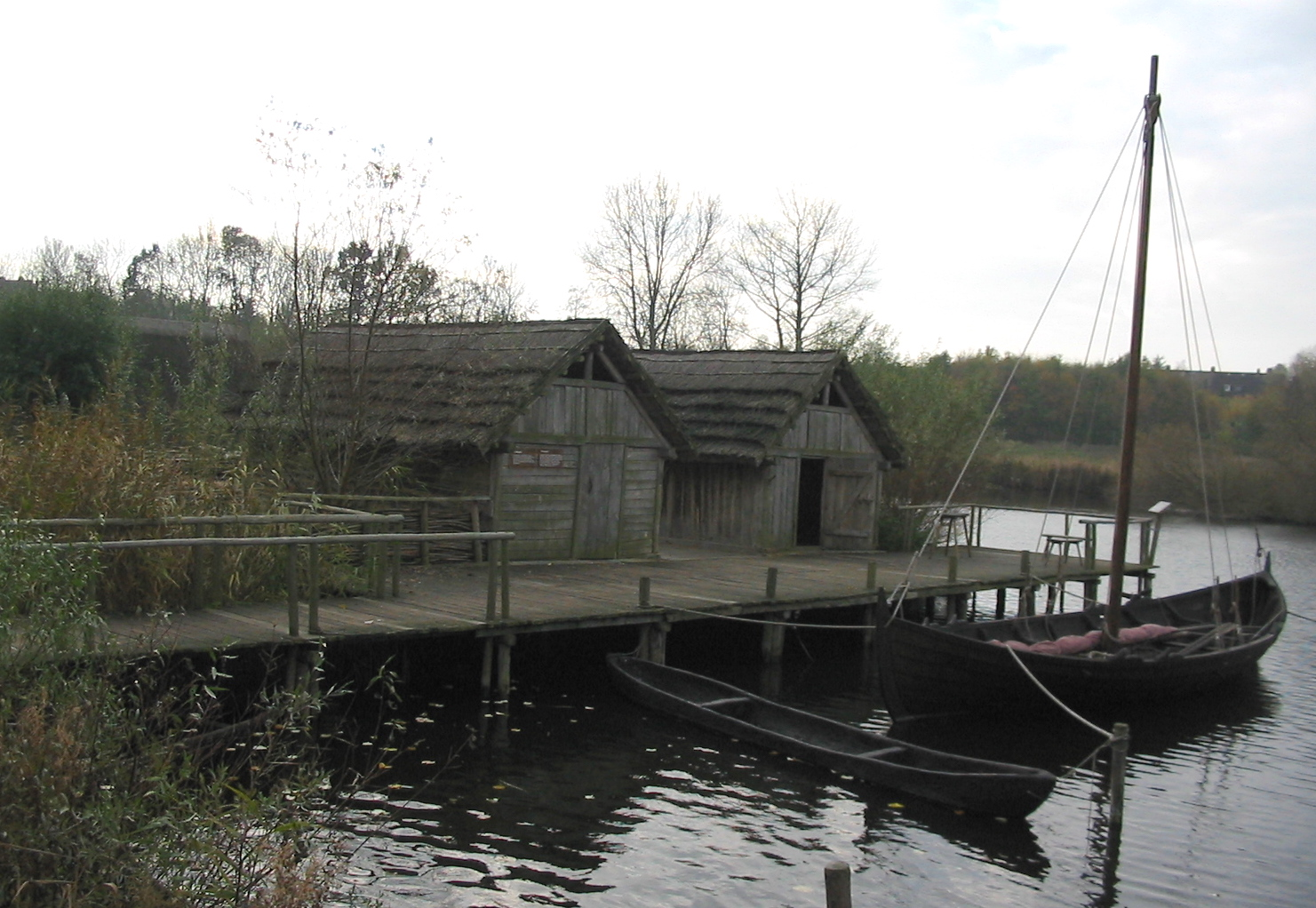
Wallmuseum

Bereits in der Urgeschichte war die Region relativ dicht besiedelt. Hiervon zeugen dutzende neolithische Großsteingräber (z. B. Wangels LA 69) und bronzezeitliche Grabhügel. Weiterhin sind viele urgeschichtliche Siedlungen bekannt. Diese liegen besonders am Oldenburger Graben. Während des Neolithikums war der Oldenburger Graben eine Förde mit zahlreichen Inseln und Halbinseln. Um 2900 v. Chr. wurde er von der Ostsee abgeschnitten und süßte aus. Etwa zu diesem Zeitpunkt wurde eine vergleichsweise riesige Siedlung (Oldenburg-Dannau LA 77) auf einer dieser Inseln aufgegeben. Sie bestand bis dahin beinahe drei Jahrhunderte und umfasste in ihrer Blütezeit (3020–2990 calBC) schätzungsweise bis zu 160 Einwohner.
Oldenburg lag früher an einer Ostseebucht und war Hafen und Hauptort der slawischen Wagrier. Zwischen 780 und 840 entstand der heute so genannte Oldenburger Wall, eine slawische Burganlage, von der heute nur noch ein Wall erhalten ist. Aus dem westlichsten slawischen Fürstensitz Starigard („Alte Burg“) wurde der Ortsname Aldinborg, später dann Oldenburg. Der Ort war im frühen Mittelalter umkämpft. Spätestens 972 (andere nennen 968 oder gar 948) wurde in Starigard das später so genannte Bistum Oldenburg errichtet, das zum Erzbistum Hamburg gehörte.
Adam von Bremen erwähnt die deutsche Namensversion Oldenburg erstmals im Jahr 1076:

„Aldinborg civitas magna Sclavorum, qui Waigri dicuntur, sita est iuxta mare, quod Balticum sive Barbarum dicitur, itinere die. .. ab Hammaburg“

„Aldinburg ist eine große Stadt der Slawen, die Wagrier genannt werden, gelegen in der Nähe des Meeres, welches das Baltische oder das Barbarische genannt wird,. .. Tagereisen von Hamburg entfernt“

Zusammen mit Haithabu war Aldinburg Hafen im Ostseehandel. Die Schiffe gingen bis ins Samland oder nach Kiew.
Ab etwa 1150 entstand die St.-Johannis-Kirche. Um diese Zeit waren die slawischen Stämme entmachtet, 1160 (oder 1163) wurde der Bischofssitz nach Lübeck verlegt. 1233 wurden Oldenburg von Graf Adolf IV. die Stadtrechte verliehen. Seit 1325 ist „vor dem Dolgentor“ ein mittelalterliches Leprosorium nachweisbar, das „St.-Jürgen-Hospital“ genannt wurde.
Über die Schiffbarkeit des Oldenburger Grabens und einen direkten Zugang zur Ostsee der Siedlung gibt es nur wenige historische Überlieferungen, die zudem weiten Interpretationsspielraum lassen:
Helmold von Bosau schreibt in seiner Slawenchronik (Kapitel 109) zu 1168–1171:

“Filius quoque regis ex concubina natus Christoforus nomine cum mille, ut aiunt, loricis venit ad Aldenburg, quae Danice dicitur Brandenhuse, et percusserunt maritima illius.”

„Auch der Sohn des [dänischen] Königs, geboren von einer Geliebten [und] Christopher mit Namen, kam mit tausend, so wird gesagt, gepanzerten Kämpfern nach Oldenburg, das im Dänischen Brandenhuse genannt wird, und sie zerstörten dessen Küstenstrich.“

Sebastian Münster sagt dazu in seiner Cosmographia Universalis von 1552:

“Olim ad mare posita civitas portum habebat tutissimum, nunc mediterranea videtur abiisse, quod mariaestus exaggerans arenas exclusit urbem a portu, ut importuosa esset, indeque & per Sclavorum bella defluxit splendor eius, ut iam diu rusticum nec clausum habeatur oppidulum.”

„Die einstmals am Meere gelegene Stadt hatte einen sehr sicheren Hafen, scheint jedoch nun mitten ins Land verlagert zu sein, weil der Wellenschlag des Meeres, Sand herantragend, die Stadt vom Hafen abschnitt, so dass er nicht mehr nutzbar war; daher und durch die Slawenkriege schwand ihr Wohlstand, so dass sie nur mehr ein ländliches Städtchen ist und keine Befestigung hat.“

Bei der fälschlicherweise als „Aldenburgum Holsatiae“ bezeichneten Ansicht von 1572 aus Georg Brauns und Frans Hogenbergs Civitates Orbis Terrarum handelt es sich nicht um eine Ansicht Oldenburgs, sondern um eine Ansicht der Hansestadt Stade.
Eine Karte Wagriens von Johannes Mejer aus dem Jahre 1652 zeigt den Oldenburger Graben nur mehr als zwei Binnenseen, die durch Wasserläufe sowohl untereinander als auch beidseitig mit der Ostsee verbunden sind. Eine Seeschifffahrt nach Oldenburg wäre demnach nicht mehr möglich gewesen. Die Karte enthält auch zwei Stadtpläne Oldenburgs:
Der Plan von 1652 entspricht den großen Zügen der Karte; er enthält die Bezeichnung „Alte Schiffhafen“ westlich der Oldenburger Brücke über den Graben und „Stegen“ östlich davon; der Graben ist nur als schmaler Wasserlauf eingezeichnet; die Stadt ist unbefestigt.
Der mit 1520 datierte Plan zeigt jedoch die Stadt befestigt und mit größerer Ausdehnung. Westlich der Brücke befindet sich als breites Gewässer der „Haskenfleet“ und an dessen Ufer die „Schiffbrucke“ wie bei der Braun-Hogenbergschen Ansicht. Ostwärts sind eine „Oster Schiffbrugke“ und „Stegen“ an den Ufern des hier deutlich breiteren Oldenburger Grabens eingezeichnet. Demnach wäre seinerzeit Seeschifffahrt von Oldenburg aus in beide Richtungen des Grabens möglich gewesen. Spätere Karten von Wagrien aus dem 18. Jahrhundert entsprechen weitgehend der Karte Mejers.
Mit hoher Wahrscheinlichkeit war also Oldenburg bis zum Anfang des 17. Jahrhunderts Hafenstadt, wobei nicht auszuschließen ist, dass die Verbindungen des Oldenburger Grabens zum Meer zwischenzeitlich immer wieder einmal (auch längerfristig) durch Versandung unterbrochen waren und von den Oldenburgern mühselig wieder geöffnet werden mussten. Möglicherweise haben danach die Verwüstungen des Dreißigjährigen Krieges die Wirtschaftskraft Oldenburgs derartig geschwächt, dass die Stadt diese Leistungen nicht mehr erbringen konnte.
Am 15. August 1773 wurde fast die gesamte Stadt durch ein Großfeuer vernichtet.
Der Terror des NS-Regimes verschonte auch die in Oldenburg in Holstein lebenden Juden nicht. Von den in Oldenburg geborenen oder längere Zeit am Ort wohnhaften jüdischen Personen sind in der NS-Zeit neun von dem NS-Regime als 'Juden' definierte Bürger verfolgt und ermordet worden. Im Jahr 2010 wurden sieben Stolpersteine zum Gedenken an die verfolgten Juden in Oldenburg auf Initiative von Schülern der Lensahner Fachschule für Sozialpädagogik verlegt. Die Wagrienschule übernahm die Patenschaft für die Pflege.
Im Mai 1945 endete der Zweite Weltkrieg. Am 4. Mai wurde durch deutsche Vertreter, die durch den Reichspräsidenten Karl Dönitz im Sonderbereich Mürwik autorisiert waren, die Teilkapitulation der Wehrmacht für Nordwestdeutschland, Dänemark und die Niederlande unterzeichnet, die eigentlich erst am 5. Mai um 8:00 Uhr in Kraft treten sollte. Doch noch am 4. Mai besetzten britische Soldaten mit Panzern kampflos die Stadt Oldenburg. Die Briten richteten im Großraum Oldenburg das Sperrgebiet F ein, das ohne Passierschein nicht betreten oder verlassen werden durfte. Über 500.000 Wehrmachtsangehörige wurden im Sperrgebiet zusammengeführt und untergebracht. Im März 1946 wurde das Sperrgebiet aufgelöst.
Oldenburg war von 1867 bis 1970 Kreisstadt des gleichnamigen Landkreises (Kreis Oldenburg in Holstein), bis 1946 in der preußischen Provinz Schleswig-Holstein, seit 1946 im Land Schleswig-Holstein. Im Zuge der Kreisreform im Jahr 1970 wurde er dann mit dem Kreis Eutin zum Kreis Ostholstein fusioniert.

## Politik

### Stadtvertretung
Das Ergebnis für die Zusammensetzung der Stadtvertretung nach der Kommunalwahl vom 14. Mai 2023 zeigen die nebenstehenden Diagramme.
- CDU: 7
- Grüne: 4
- SPD: 6
- FBO: 4

Die jeweilige Sitzverteilung in früheren Wahlperioden können der folgenden Tabelle entnommen werden:
| Wahlperiode            | CDU   | SPD   | FDP   | Grüne | NPD GDP* | FBO1  | Bürgervorsteher      | Erster Stadtrat                |
| ---------------------- | ----- | ----- | ----- | ----- | -------- | ----- | -------------------- | ------------------------------ |
| 1962–1966              | 9     | 8     | –     | –     | 2*       | –     | Wilhelm Petersen     | Arthur Frieben                 |
| 1966–1970              | 11    | 10    | –     | –     | 2        | –     |                      |                                |
| 1970–1974              | 10    | 9     | –     | –     | –        | –     |                      |                                |
| 1974–1978              | 11    | 8     | –     | –     | –        | –     | Wilhelm Petersen     |                                |
| 1978–1982              | 10    | 8     | 1     | –     | –        | –     | Werner Schröpfer     | Joachim Barth, CDU             |
| 1982–1986              | 11    | 7     | 1     | –     | –        | –     | Joachim Barth, CDU   |                                |
| 1986–1990              | 10    | 7     | 1     | 1     | –        | –     |                      |                                |
| 1990–1994              | 8     | 10    | 1     | –     | –        | –     | Jürgen Schröder, SPD |                                |
| 1994–1998              | 9     | 9     | 1     | –     | –        | –     | Beate Krebs, CDU     | Hans-Jürgen Löschky, FDP       |
| 1998–2003              | 8     | 10    | 1     | –     | –        | –     | Jürgen Schröder, SPD | Günter Reinhold, SPD           |
| 2003–2008              | 12    | 10    | 1     | –     | –        | –     | Helmut Schwarze, CDU | Karsten Marzian, CDU           |
| 2008–2013              | 6     | 6     | 3     | –     | –        | 4     | Helmut Schwarze, CDU | Volker Lohr, SPD               |
| 2013–2018              | 7     | 7     | 2     | –     | –        | 3     | Susanne Knees, CDU   | Annette Schlichter-Schenk, SPD |
| 2018–2023 seit 03/2019 | 6 (7) | 5 (5) | 2 (2) | 4 (4) | –        | 2 (1) | Susanne Knees, CDU   | Jens Junkersdorf, CDU          |
| 2023–2028              | 7     | 6     | –     | 4     | –        | 4     | Susanne Knees, CDU   | Jens Junkersdorf, CDU          |

1 Freie Bürgerliste Oldenburg

### Kommunalwahl 2023
Erstmals seit 1978 tritt die FDP nicht zu einer Kommunalwahl in Oldenburg in Holstein an. Zur Wahl zugelassen wurden die bisherigen übrigen Parteien und Wählergemeinschaft (FBO). Zur Wahl stehen zehn Direktkandidaten aus fünf Wahlkreisen sowie neun weitere Listenkandidaten. Die Wahlperiode dauert von 2023 bis 2028 und beginnt mit der konstituierenden Sitzung der Stadtverordnetenversammlung am 8. Juni 2023.
Als stärkste Kraft geht erneut die CDU aus der Wahl hervor. Bei einem leichten Anstieg der Wahlbeteiligung, konnte insbesondere die Wählergemeinschaft FBO von der nicht angetretenen FDP profitieren. Durch den Einzug von sieben Direktkandidaten der CDU wurde ein Ausgleichsmandat für B90/Die Grünen vergeben. Die Stadtverordnetenversammlung hat in der Wahlperiode 2023–2028 21 Sitze.

### Bürgermeister
Bürgermeister von Oldenburg in Holstein war seit 2007 Martin Voigt (parteilos). Im November 2018 gab Voigt öffentlich bekannt, dass er mit dem Ende seiner Amtszeit zum 31. Dezember 2019 nicht wieder für das Bürgermeisteramt kandidieren werde. Bei der Bürgermeisterwahl am 26. Mai 2019 wurde Jörg Saba (parteilos) zum neuen Bürgermeister gewählt; seine Amtszeit begann am 1. Januar 2020.
Bei der Bürgermeisterwahl am 22. Juni 2025 wurde Jörg Saba im Amt bestätigt. Er erhielt 77,8 Prozent der Stimmen und setzte sich somit klar gegen seinen Herausforderer Jens Junkersdorf durch.

### Wappen
Blasonierung: „In Blau ein breiter, zweigeschossiger goldener Zinnenturm mit offenem Tor und einem vierpassförmigen Fenster zwischen zwei Fenstern mit bogenförmigem oberen Abschluss; oben schwebend ein roter Schild mit silbernem Nesselblatt.“

### Städtepartnerschaften
Seit 1990 gibt es eine Städtepartnerschaft mit Bergen auf Rügen. Seit dem 26. August 2017 besteht eine Partnerschaft mit der französischen Stadt Blain.
Seit 2016 gibt es zudem freundschaftliche Beziehungen mit der Stadt Palanga in Litauen.

## Kultur und Sehenswürdigkeiten

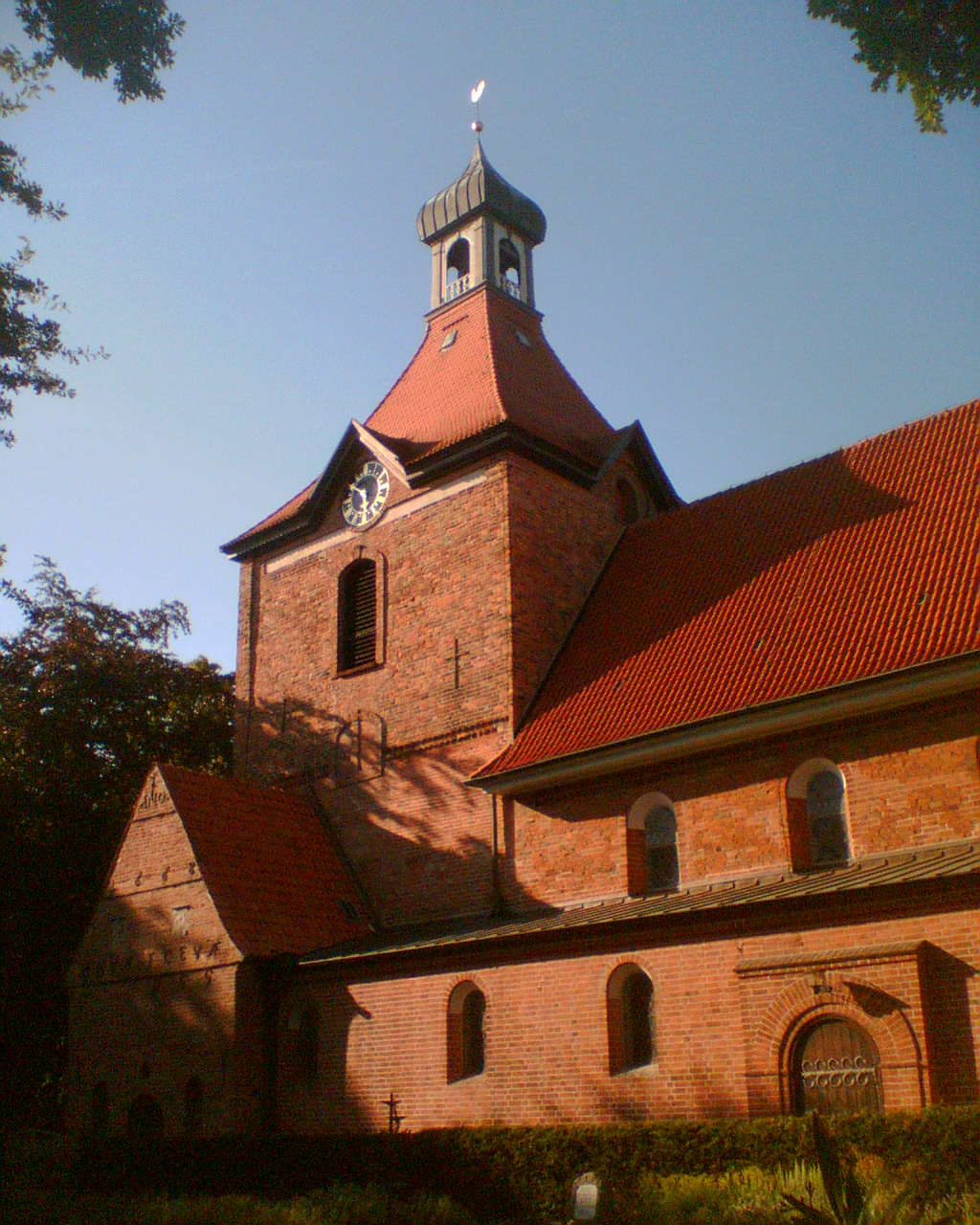
St. Johannis

Die St. Johannis Toten- und Schützengilde von 1192 ist die älteste Schützengilde Deutschlands und feiert jährlich um den Johannistag das sogenannte „Gildefest“.

### Museen
- Wall-Museum, eine große Freilichtanlage sowie Ausstellungsräume vermitteln die Vergangenheit der Stadt
- Gildemuseum der St. Johannis Toten- und Schützengilde von 1192 e. V. (befindet sich auf dem Gelände des Wall-Museum)

### Bauwerke
- Oldenburger Wall
- Die St.-Johannis-Kirche (1156–1160) gilt als erster größerer Backsteinkirchenbau Nordeuropas.
- Hilfskrankenhaus unter der Turnhalle der Realschule, ein Relikt des Kalten Krieges

### Naherholungsgebiet

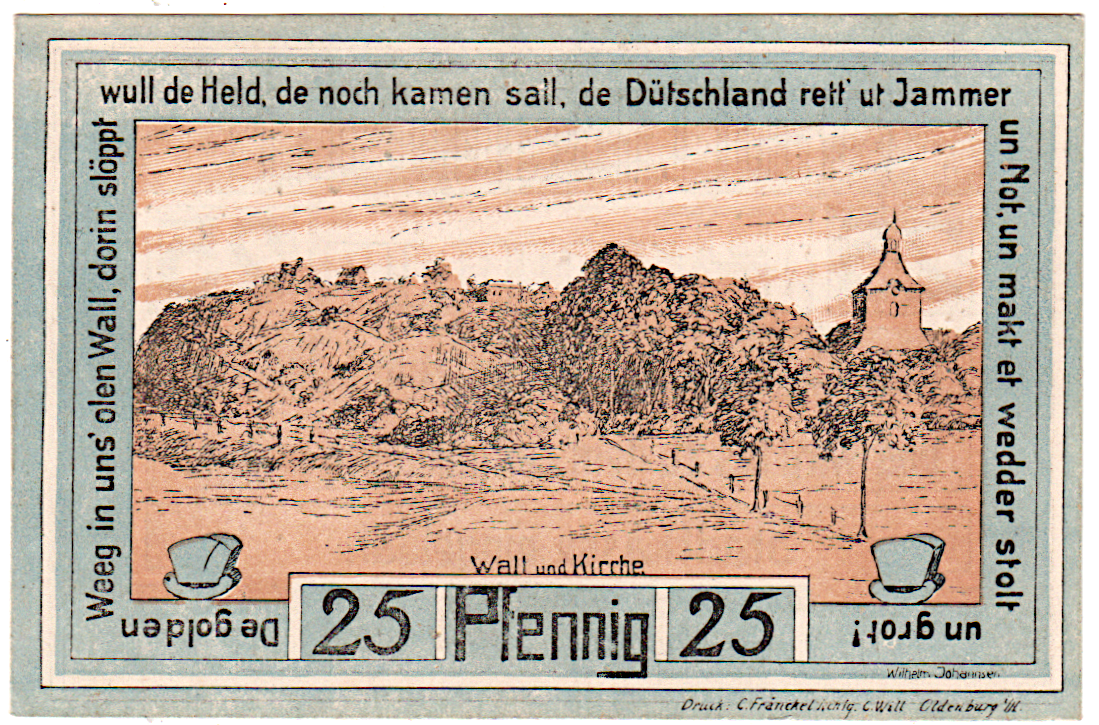
Der Oldenburger Wall und die St.-Johannis-Kirche, auf einem von Wilhelm Johannsen gestalteten Notgeldschein von 1921.

- Naturschutzgebiet Oldenburger Bruch

## Wirtschaft und Infrastruktur

### Schulen
- allgemeinbildende Schulen
  - Schule Kastanienhof (Förderzentrum geistige, körperliche und motorische Entwicklung), Kremsdorfer Weg (156 Schüler in 16 Klassen/25 Betreute)
  - Grundschule am Wasserquell, Breslauer Straße (305 Schüler in 15 Klassen)
  - Wagrienschule (Gemeinschaftsschule mit Förderzentrumsanteil), Mühlenkamp (463 Schüler in 21 Klassen/64 Betreute)
  - Freiherr-vom-Stein-Gymnasium, Adolf-Friedrich-Straße (521 Schüler in 24 Klassen)

Mit der Entscheidung der Stadtverordnetenversammlung in der Wahlperiode 2018–2023 wurde auf dem Gelände des Freiherr-vom-Stein-Gymnasiums der Neubau eines Schulcampus begonnen. Mit Fertigstellung des Neubaus einer Sporthalle, eines Fachklassentraktes, eines Schulgebäudes und der Sanierung des Gymnasiumgebäudes, wird der Campus die Wagrienschule und das Gymnasium beherbergen. Die Fertigstellung des Gesamtkomplexes ist für 2026/2027 geplant. Im Anschluss soll die Grundschule am Wasserquell an den Standort der bisherigen Wagrienschule einen Neubau beziehen. Die Gesamtinvestitionskosten aller Schulen belaufen sich geschätzt auf zirka 100 Millionen Euro.
Schülerzahlen aus dem Schuljahr 2018/2019.
- ehemalige Schulen
  - Heinrich-Zigelski-Schule
  - Erich-Kästner-Schule
  - Johann-Liss-Schule
  - Grundschulzweig der Wagrien-Schule

Die Wagrien-Schule ist 2009 durch Zusammenschluss dieser Schulen entstanden.
- berufsbildende Schulen
  - berufliche Schulen des Kreises Ostholstein, Kremsdorfer Weg (2812 Schüler in 206 Klassen)

Schülerzahlen aus dem Schuljahr 2018/2019.
- sonstige Bildungseinrichtungen
  - Stadtbücherei, Schauenburger Platz
  - Volkshochschule Ostholstein-Nord, Göhler Straße

### Kirchen und kirchliche Einrichtungen
- St. Johannis (evang.-luth.), Wallstraße
- St. Vicelin (röm.-kath.), Neustädter Straße
- Evangelisch-freikirchliche Gemeinde, Carl-Maria-von-Weber-Straße
- St. Johannis-Kindergarten, Kremsdorfer Weg
- Friedhof, Hoheluftstraße

### Raumordnung
Oldenburg ist ein Unterzentrum mit der Funktion eines Mittelzentrums. Dabei spielt Oldenburg eine besondere Rolle auf der Halbinsel Wagrien. Für die umliegenden Orte, insbesondere die Kur- und Bäderorte entlang der Ostseeküste ist Oldenburg ein zentraler Ort. Oldenburg verfügt über alle Schulformen. Neben einer Grund- und Gemeinschaftsschule, gibt es das Freiherr-vom-Stein Gymnasium sowie die Beruflichen Schulen Oldenburg in Holstein. Zahlreiche Kindergärten und Kindertagesstätten sowie eine Offene Ganztagsschule sorgen für einen ganzheitlichen Versorgungsansatz für die Betreuung von Kindern.

### Verkehr

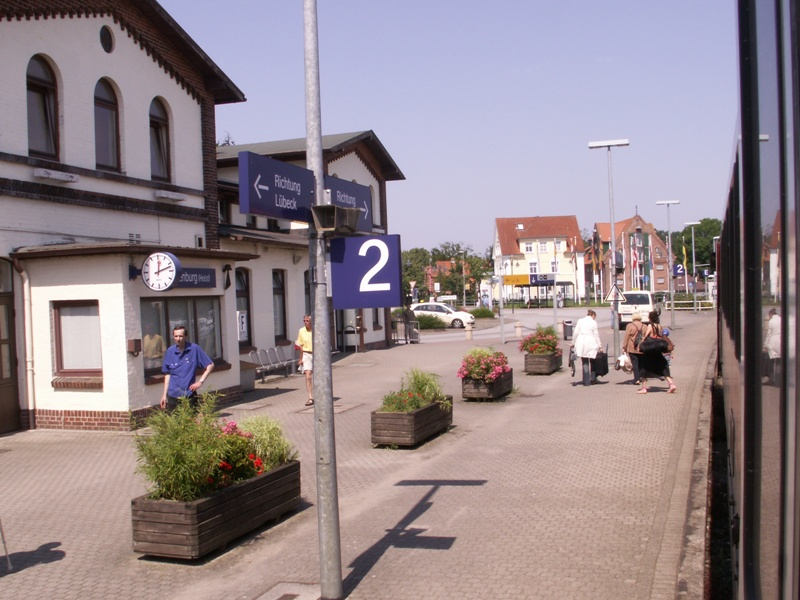
Bahnhof

#### Schienenverkehr
Der Bahnhof Oldenburg (Holst) befand sich bis 2022 an der „Vogelfluglinie“, die als Hauptverkehrsachse der Eisenbahn die Städte Hamburg und Kopenhagen verbindet. Er war bis Ende 2019 Halt der EuroCity-Züge aus Richtung Hamburg nach Kopenhagen. Zwischen 2007 und 2017 war er ICE-Halt. Im Jahr 2020 bediente nur noch ein saisonaler Intercity-Zug nach Fehmarn-Burg den Bahnhof Oldenburg. Im Regionalverkehr bestand eine zweistündlich verkehrende Regionalbahn der der Linie RB 85 zwischen Puttgarden und Lübeck. Seit dem 31. August 2022 ist der komplette Bahnverkehr eingestellt. Der Bahnhof sowie die Bahnstrecke wurden noch nicht stillgelegt. Ein Stilllegungsverfahren ist frühestens 2029 geplant. Es verkehrt ein SEV-Expressbus zwischen Lübeck und Puttgarden.
Der Bahnhof Oldenburg (Holst) wurde zudem regelmäßig für das Be- und Entladen von Militärfahrzeugen für Übungsvorhaben auf dem nahegelegenen Truppenübungsplatz Putlos genutzt. Hierfür gibt es eine Gleisanbindung an eine Kopf- und Seitenrampe. Mit dem Bau der Festen Fehmarnbeltquerung und der Ertüchtigung der Schienenanbindung wird der Bahnhof Oldenburg aufgegeben. Der Militärverkehr soll auf einem künftigen Betriebsbahnhof in Sipsdorf/Lensahn abgewickelt werden. Für den Nah- und Fernverkehr soll nach einem Beschluss der Stadtverordnetenversammlung ein neuer Bahnhaltepunkt zwischen Oldenburg und Göhl an der Landesstraße 59 entstehen.

#### Schienenhinterlandanbindung
Im Zuge des Baus der Festen Fehmarnbeltquerung soll auch die Schienenanbindung im Hinterland zweigleisig elektrifiziert ertüchtigt werden. Damit einhergehend soll die Bahnlinie aus der Stadt heraus in das Oldenburger Bruch gelegt werden. Zirka 1,5 Kilometer außerhalb des Stadtzentrums soll dann ein neuer Bahnhalt errichtet werden. Die Absicht, den Bahnhalt als Fernverkehrshalt auszubauen, besteht seitens der DB AG, jedoch sind bislang keine konkreten Haltezahlen bekannt. Der Bahnhalt im Oldenburger Bruch ist umstritten. Die Deutsche Bahn plant, mit ihren Fernverkehrszügen die beiden Metropolregionen Hamburg und Kopenhagen zukünftig in 2,5 Stunden zu verbinden. Damit ist es fraglich, wie viele dieser Züge in Oldenburg halten werden können. Den Befürwortern des Projektes ist daher eine gesicherte Anbindung eines schnellen Nahverkehres an den Fernverkehr durch die Bahn wichtig. Damit könnte die Stadt nach dem Bau der Festen Fehmarnbeltquerung eine wichtige Rolle als Zentrum im Schienenpersonennahverkehr für Nord-Ostholstein spielen. Die Region hat eine besondere Bedeutung für den Tourismus.

#### Straßenverkehr
Oldenburg ist über drei Anschlussstellen an die Bundesautobahn 1 angeschlossen. Bis zur Fehmarnsundbrücke sind es im weiteren Verlauf der A 1 und der B 207 rund 21 km. Diese beiden Straßen werden auch Europastraße 47 oder „Vogelfluglinie“, genannt und so wird nach etwa 33 km der Fährhafen Puttgarden auf der Insel Fehmarn mit seiner Fährverbindung nach Dänemark erreicht.
Die B 202 verbindet Oldenburg mit der Landeshauptstadt Kiel.

### Öffentliche Einrichtungen
Oldenburg ist Sitz eines Amtsgerichts. Zu seinem Ensemble gehört ein denkmalgeschütztes Backsteingebäude, in dem früher der Kreistag seine Sitzungen abhielt. Zum Gerichtsbezirk des Amtsgerichtes gehört der nördliche Teil des Kreises Ostholstein einschließlich der Insel Fehmarn.

## Persönlichkeiten

### Söhne und Töchter der Stadt
- Johann Liss (1597–1631), Maler
- Carl von Holstein (1700–1763), dänischer Sondergesandter in St. Petersburg
- Friedrich Franz Hasselmann (1713–1784), evangelisch-lutherischer Geistlicher, Generalsuperintendent des herzoglichen Anteils von Holstein
- Ferdinand Lentz (1819–1898), Landwirt, Fabrikant und Parlamentarier
- Fanny von Bernstorff (1840–1930), Zeichnerin und Kinderbuchautorin
- Carl Ehrenberg (1840–1914), geboren in Dannau, Historienmaler und Illustrator
- Herrmann Petersen (1844–1917), Staatsminister im Fürstentum Schwarzburg-Sondershausen
- Wilhelm Pfitzner (1853–1903), Mediziner
- Theodor Rehtwisch (1864–1912), Schriftsteller
- Otto Lüth (1899–1965), SPD-Politiker
- Hans-Joachim Jarchow (* 1935), Wirtschaftswissenschaftler
- Horst Hina (* 1941) ist ein deutscher Romanist
- Wolfgang Köpke (* 1953), Generalmajor
- Susanne Heim (* 1955), Politikwissenschaftlerin und Historikerin
- Thomas Lenz (* 1960), politischer Beamter
- Thies Kaspareit (* 1964), Vielseitigkeitsreiter
- Dirk Reichardt (* 1964), Komponist, Sounddesigner und Produzent
- Metin Tolan (* 1965), Physiker, Hochschullehrer und Wissenschaftskabarettist
- Axel Linke (* 1966), CDU-Politiker, Bürgermeister von Warendorf
- Adriane Rickel (* 1974), Quizspielerin
- Timo Gaarz (* 1977), Landrat des Kreises Ostholstein
- Torben Köhlbrandt (* 1979), Spring- und Nationenpreisreiter
- Anna-Lena Heidenreich (* 1990), Fußballschiedsrichterin
- Ronny Marcos (* 1993), Fußballspieler
- Sebastian Schmidt (* 1993), Politiker (CDU)
- Rune Hanisch (* 1996), Handballspieler
- Timon Burmeister (* 2002), Fußballspieler

### Personen mit Verbindung zur Stadt
- Johann Petersen (um 1500–1552), erster lutherischer Hauptpastor und Chronist
- Peter Lackmann (1659–1713), deutscher evangelischer Theologe, geistlicher Lieddichter und Pfarrer an der St.-Johannis-Kirche
- David Reinhold von Sievers (1732–1814), Großfürstlicher Landrat von Cismar und Oldenburg
- Franz Michael d’Aubert (1795–1868), Bürgermeister und Landespolitiker
- Karl Michael Ludwig Hollensteiner (1840–1917), evangelischer Pfarrer, Propst und Buchautor
- Julius Simonsen (1876–1943), Kaufmann, Fotograf und Verleger
- Fedor von Bock (1880–1945), deutscher Heeresoffizier, Generalfeldmarschall, der einzige Feldmarschall des Dritten Reiches, der durch unmittelbare Feindeinwirkung zu Tode kam
- Wilhelm Föllmer (1908–2007), Gynäkologe, Chefarzt im Kreiskrankenhaus
- Rolf Olderog (1937–2024), Jurist und Politiker
- Reinhard Priebe (* 1949), Jurist, ehemaliger Direktor in der Europäischen Kommission

### Ehrenbürger der Stadt
- Heinrich Zigelski, 1975, Stadtverordneter und Erster Stadtrat
- Wilhelm Petersen, 1975, Stadtverordneter und Bürgervorsteher
- Karl Wilhelm Struve (1917–1988), 1988 (posthum), deutscher Vor- und Frühgeschichtler
- Manfred Hoffmann, 2001, Bürgermeister in Oldenburg (1972–2002)
- Günter Reinhold, 2003, Kommunalpolitiker

Ehrenbürgervorsteher der Stadt:
- Werner Schröpfer, gestorben 2000

### Bürgermeister der Stadt
- seit 1. Januar 2020 Jörg Saba, parteilos
- 2007–2019 Martin Voigt, parteilos
- 2002–2007 Andreas Bigott, CDU
- 1972–2002 Manfred Hoffmann, CDU
- 1950–1972 Friedrich Seltmann, CDU
- 1948–1950 August Hansen
- 1946 Otto Lüth (11. und 12. November 1946), SPD
- 1946 Karl Panitzki (16. Februar bis 10. November), SPD
- 1946 August Hansen (24. Januar bis 15. Februar)
- 1945–1946 Oberst Quail, britische Militärregierung
- 1934–1945 Martin Friedrichsen
- 1933–1934 Tode, kommissarisch
- 1933 Middelmann, kommissarisch (April bis Juli)
- 1923–1933 Karl Wein (Rücktritt, nachdem die NSDAP-Stadtverordneten keine Möglichkeit der Zusammenarbeit sahen)
- 1910–1922 Kurt Meyerhoff
- 1907–1910 Karl Eißfeld
- 1904–1907 Markus Voß
- 1902–1904 zu dieser Zeit hatte Oldenburg keinen Bürgermeister
- 1898–1902 Emil Kieback
- 1882–1898 Hingst
- 1867–1882 Arnold Brenken
- 1853–1867 W. Hensen
- 1823–1853 Franz Michael d’Aubert, Kammerjunker[17]
- 1799–1823 Johann Friedrich Möller, Kriegsrat[18]
- 1772–1799 Caspar Arnold Engel
- 1767–1772 Lindeloff, Interimsbürgermeister
- 1762–1767 Henning Friedrich Matthias Böhndel, Kriegsassessor

Zeit der Doppelbürgermeister
- 1744–1759 Joachim Engel, er wurde 1744 von der Landesregierung neben Tönnies Baumann zum Bürgermeister berufen.
- 1736–1747 Tönnies Baumann
- 1732–1736 Konrad Weihe
- 1722–1731 Israel Gläser
- 1705–1724 Caspar Wiedener, er folgte auf den 1705 verstorbenen Christoffer Wentzel. Nach dem Tode des Bürgermeisters Lorenz Wulf 1712 war er alleine Bürgermeister bis 1722.
- 1697–1712 Lorenz Wulf, Sohn des 1664 verstorbenen Lorenz Wulf. Er folgte auf Christoffer Wentzel (II).
- 1696–1697 Christoffer Wentzel (II), er folgte auf Cay Göders.
- 1688–1696 Cay Göders, er folgte auf Carsten Wegener.
- 1679–1705 Christoffer Wentzel, er folgte auf Hans Prien.
- 1665–1687 Carsten Wegener, er folgte auf Lorenz Wulf.
- 1658–1679 Hans Prien, er folgte auf Henning Johannsen.
- 1642–1664 Lorenz Wulf, er folgte auf Hans Bumann.
- 1639–1658 Henning Johannsen, er folgte auf Berendt Niehus.
- 1636–1642 Hans Bumann, Sohn des Thomas Bumann. Er folgte auf Claus Stampe.
- 1627–1639 Berendt Niehus, er folgte auf Johann Ewens.
- 1624–1635 Claus Stampe, er folgte auf Sievert Breyer.
- 1619–1627 Johann Ewens, er folgte auf Hans Flügge.
- 1605–1624 Sievert Breyer (Broyer), er folgte auf Thomas Bumann.
- 1598–1605 Thomas Bumann, er folgte auf Jacob Hadeler.
- 1591–1598 Jacob Hadeler, er folgte auf Hans Unrow.
- 1585–1618 Hans Flügge, er folgte auf Nicolaus Hartmann.
- 1581–1591 Hans Unrow, er folgte auf Jochim Westfal.
- 1572–1581 Jochim Westfal, er folgte auf Lorenz Wulf.
- 1568–1584 Nicolaus Hartmann, er folgte auf Jochim Klinckhammer.
- 1569–1571 Lorenz Wulf, er folgte auf Arendt Ewesen.
- 1564–1568 Jochim Klinckhammer, er folgte auf Johann Maeß.
- 1558–1568 Arendt Ewesen, er folgte auf Heinrich Emke.
- 1557–1563 Johann Maeß
- 1554–1557 Heinrich Emke
- 1530–1536 Georg Westfal
- 1521–1554 Thomas Unrow
- 1488 Hans Höper und Timmo Timme
- 1486 Timme Wyse und Hans Höper
- 1482 Claus Schone
- 1480 Hans Steffen
- bis 1480 Georg Berteldes
- 1479 Gerhard Schar
- 1423–1458 Volrat Spikermann
- 1408 Claus Wollin und Bertold Jürgern
- 1370 Otte van der Okker und Hinrich Honreyegher